# Thai League
Thai Premier League (în thailandeză ไทยพรีเมียร์ลีก) este primul eșalon din sistemul competițional fotbalistic din Thailanda.

## Echipele sezonullui 2010
| Echipă              | Poziția în 2009 | Nr. de sezoane în Thai Premier League | Primul sezon în formatul nou din priam divizie | Titluri | Anul ultimului titlu |
| ------------------- | --------------- | ------------------------------------- | ---------------------------------------------- | ------- | -------------------- |
| Bangkok Glass       | 3               | 2                                     | 2009                                           | 0       | n/a                  |
| Bangkok United      | 13              | 7                                     | 2003–04                                        | 1       | 2006                 |
| BEC Tero Sasana     | 4               | 14                                    | 1996–97                                        | 2       | 2001–02              |
| Buriram PEA         | 9th             | 6                                     | 2004–05                                        | 1       | 2008                 |
| Chonburi            | 2nd             | 5                                     | 2006                                           | 1       | 2007                 |
| Muangthong United   | 1               | 2                                     | 2009                                           | 1       | 2009                 |
| Osotspa Saraburi    | 5               | 13                                    | 1996–97                                        | 0       | n/a                  |
| Pattaya United      | 11              | 3                                     | 2008                                           | 0       | n/a                  |
| INSEE Police United | 1: Division 1   | 6                                     | 1996–97                                        | 1       | 1965                 |
| Rajnavy Rayong      | 12              | 9                                     | 1996–97                                        | 0       | n/a                  |
| Royal Thai Army     | 2: Division 1   | 8                                     | 1996–97                                        | 1       | 1983                 |
| SCG Samut Songkhram | 10              | 3                                     | 2008                                           | 0       | n/a                  |
| Sisaket             | 3: Division 1   | 1                                     | 2010                                           | 0       | n/a                  |
| Thai Port           | 6               | 14                                    | 1996–97                                        | 8       | 1990                 |
| TOT-CAT             | 7               | 12                                    | 1996–97                                        | 0       | n/a                  |
| TTM Phichit         | 8               | 10                                    | 1996–97                                        | 1       | 2004–05              |

| Sezon   | Campioană            |
| ------- | -------------------- |
| 1996–97 | Bangkok Bank         |
| 1997    | Royal Thai Air Force |
| 1998    | Sinthana             |
| 1999    | Royal Thai Air Force |
| 2000    | BEC Tero Sasana      |
| 2001–02 | BEC Tero Sasana      |
| 2002–03 | Krung Thai Bank      |
| 2003–04 | Krung Thai Bank      |
| 2004–05 | Tobacco Monopoly     |
| 2006    | Bangkok University   |
| 2007    | Chonburi             |
| 2008    | PEA                  |
| 2009    | Muangthong United    |